# کرافتون (نبراسکا)
کرافتون(به انگلیسی: Crofton) شهری در ایالت نبراسکا کشور ایالات متحده آمریکا است که جمعیت آن در سرشماری سال ۲۰۱۰ میلادی، ۷۲۶ نفر بوده‌است.